# Kuito
Kuito o Cuito (fins 1975 Silva Porto) és un municipi de la província de Bié. Té una extensió de 4.814 km² i 424.169 habitants. Comprèn les comunes de Chicala, Kambândua, Kunje, Kuito i Trumba. Limita al nord amb els municipis de Cunhinga i Catabola, a l'est amb el municipi de Camacupa, al sud amb el municipi de Chitembo, i a l'oest amb el municipi de Chinguar. Es troba a 709 km de Luanda i 709 kilòmetres de Huambo.
Fins 1975 portava el nom de l'explorador portuguès António Francisco da Silva Porto i té una estació del Caminho de Ferro de Benguela.

## Història
La ciutat de Kuito fou construïda al centre històric del regne Ovimbundu. El governador Ovimbundu va ser nomenat Viye i es va casar amb una dona anomenada Songo Cahanda. Junts van construir la ciutat i més tard els portuguesos nomenarien el província de Bié per ells. Els Ovimbundu eren coneguts per la venda de captius de les tribus veïnes als comerciants europeus d'esclaus que van fer que la zona un lloc ideal per al negoci dels esclaus, i colons van portar a la zona. Els portuguesos "fundaren" la ciutat en 1750. L'anomenaren Silva Porto per António da Silva Porto qui va construir la seva llar embala Belmonte a l'àrea. El clima agradable de Bié va atraure colonitzadors portuguesos i es van instal·lar a Silva Porto a començaments del 1900 quan el Caminho de Ferro de Benguela connectava la ciutat a la costa.
Kuito ha tingut una llarga història de violència a partir del tràfic d'esclaus africans i les guerres tribals. Més tard, en la dècada de 1960 els portuguesos utilitzaren la localitat de Silva Porto com a centre de formació per a la formació de soldats negres de l'Exèrcit Portuguès per enviar-los al nord de l'Àfrica Occidental Portuguesa amb la finalitat de lluitar contra els guerrillers nacionalistes durant el Guerra colonial portuguesa.
Després de la independència de Portugal el 1975, Kuito va viure els seus pitjors moments el 6 de gener de 1993, quan UNITA, durant la Guerra Civil angolesa, va setjar la ciutat més de 9 mesos, i més de 30.000 persones van morir pels efectes de la guerra i de la fam. A ningú se li va permetre entrar o sortir de la ciutat durant 9 mesos i la ciutat va patir greus danys. UNITA finalment va ser expulsada de Kuito i es va fer un segon intent de capturar la ciutat el 1998 usant artilleria i tancs.